# A.J. Applegate
A.J. Applegate (Massapequa, Nueva York; 23 de septiembre de 1989) es una actriz pornográfica estadounidense.

## Biografía
Nació en el pequeño pueblo neoyorquino de Massapequa en septiembre de 1989, creció en el estado de Connecticut en el seno de una familia con ascendencia italiana y alemana. A los catorce años, ya era bailarina y cheerleader.
A los 19 años de edad, comenzó a trabajar de estríper en el Gold Club de Hartford (Connecticut). Posteriormente, trabajó como modelo de posados y profesora de baile.
Applegate entró en la industria del cine para adultos en 2012 a la edad de 22, inicialmente con el alias de Kaylee Evans. Su primera escena fue "Big Butt Bouncing", para el sitio web I Know That Girl de Mofos. Posteriormente, decidió cambiar su nombre artístico ya que el que usaba hasta entonces era poco comercial y no la haría destacar de otras actrices. Por lo que decidió cambiarlo por A.J. Applegate, en referencia a la actriz Christina Applegate y con la que guarda cierto parecido físico.
A.J. Applegate se declara abiertamente bisexual.
Como actriz, ha trabajado para estudios como Tushy, Blacked, Hustler, Evil Angel, Elegant Angel, Hard X, Girlfriends Films, Girlsway, Wicked Pictures, Jules Jordan Video, Digital Sin, Lethal Hardcore, New Sensations, Kick Ass o Sweetheart Video.
Su primera escena de gangbang fue en la película Gangbang Me.
En diciembre de 2013, Applegate consiguió su certificado de entrenadora personal, además del certificado de profesora de zumba en 2014.
En 2016 dirigió AJ's Angels, su primera película para el estudio Girlfriends Films, que también protagonizaba.
Ha rodado más de 940 películas como actriz.

## Premios y nominaciones
| Año  | Ceremonia                      | Resultado | Premio                                                 | Trabajo                                 |
| ---- | ------------------------------ | --------- | ------------------------------------------------------ | --------------------------------------- |
| 2013 | Sex Awards                     | Nominada  | Hottest New Girl                                       | —                                       |
| 2013 | XCritic Editor's Choice Awards | Ganadora  | Mejor nuevo comienzo                                   | —                                       |
| 2014 | Premios AVN                    | Nominada  | Mejor actriz revelación                                | —                                       |
| 2014 | Premios AVN                    | Nominada  | Mejor escena POV de sexo                               | Elastic Assholes 11                     |
| 2014 | Nightmoves                     | Nominada  | Mejor debutante                                        | —                                       |
| 2014 | Nightmoves                     | Nominada  | Mejor cuerpo                                           | —                                       |
| 2014 | Nightmoves Fan Awards          | Nominada  | Mejor nuevo comienzo                                   | —                                       |
| 2014 | Nightmoves Fan Awards          | Nominada  | Mejor cuerpo                                           | —                                       |
| 2014 | Spank Bank Awards              | Nominada  | Wet Dream Girl                                         | —                                       |
| 2014 | Spank Bank Awards              | Nominada  | America's Porn Sweetheart                              | —                                       |
| 2014 | Spank Bank Awards              | Nominada  | The Girl Next Door... Only Better                      | —                                       |
| 2014 | Spank Bank Awards              | Nominada  | Porn's Next "It" Girl                                  | —                                       |
| 2014 | Spank Bank Awards              | Nominada  | Breakout Star of the Year                              | —                                       |
| 2014 | Spank Bank Awards              | Nominada  | Cock Crazed Cumaholic of the Year                      | —                                       |
| 2014 | Spank Bank Awards              | Nominada  | Prettiest Girl In Porn                                 | —                                       |
| 2014 | Spank Bank Awards              | Nominada  | Fucking Nerd of the Year                               | —                                       |
| 2014 | Premios XBIZ                   | Nominada  | Mejor actriz revelación                                | —                                       |
| 2014 | Premios XRCO                   | Ganadora  | Mejor actriz revelación                                | —                                       |
| 2015 | Premios AVN                    | Nominada  | Mejor escena de doble penetración                      | Internal Damnation 7                    |
| 2015 | Premios AVN                    | Nominada  | Premio fan: Culo más caliente                          | —                                       |
| 2015 | Premios AVN                    | Nominada  | Premio fan: Artista femenina favorita                  | —                                       |
| 2015 | Premios AVN                    | Ganadora  | Mejor escena de sexo en grupo                          | Gangbang Me                             |
| 2015 | Premios AVN                    | Nominada  | Mejor actuación solo / tease                           | Gangbang Me                             |
| 2015 | Premios AVN                    | Nominada  | Mejor escena de sexo chico/chica                       | Silhouette                              |
| 2015 | Premios AVN                    | Nominada  | Artista femenina del año                               | —                                       |
| 2015 | Nightmoves                     | Ganadora  | Mejor culo                                             | —                                       |
| 2015 | Nightmoves                     | Nominada  | Mejor actriz femenina                                  | —                                       |
| 2015 | Nightmoves Fan Awards          | Nominada  | Mejor culo                                             | —                                       |
| 2015 | Nightmoves Fan Awards          | Nominada  | Mejor actriz femenina                                  | —                                       |
| 2015 | Spank Bank Awards              | Nominada  | The Total Package                                      | —                                       |
| 2015 | Spank Bank Awards              | Nominada  | Asshole of the Year                                    | —                                       |
| 2015 | Spank Bank Awards              | Nominada  | Blonde Bombshell of the Year                           | —                                       |
| 2015 | Spank Bank Awards              | Nominada  | Breakthrough Star of the Year                          | —                                       |
| 2015 | Spank Bank Awards              | Nominada  | Gangbanged Princess of the Year                        | —                                       |
| 2015 | Spank Bank Awards              | Nominada  | Most Spanked To Girl of the Year                       | —                                       |
| 2015 | Spank Bank Awards              | Nominada  | Best All Around Porn Goddess                           | —                                       |
| 2015 | Spank Bank Awards              | Nominada  | Hardest Working Ho in Ho Biz                           | —                                       |
| 2015 | Spank Bank Awards              | Nominada  | The Contessa of Cum                                    | —                                       |
| 2015 | Spank Bank Awards              | Ganadora  | DP Diva del año                                        | —                                       |
| 2015 | Spank Bank Technical Awards    | Ganadora  | Worship Worthy Booty                                   | —                                       |
| 2015 | Spank Bank Technical Awards    | Ganadora  | Perfecter of the Perfect Stroke                        | —                                       |
| 2015 | Premios XBIZ                   | Nominada  | Mejor escena de sexo en película lésbica               | Belladonna's Fucking Girls 8            |
| 2015 | Premios XBIZ                   | Ganadora  | Mejor escena de sexo en película protagonista          | Shades of Scarlet                       |
| 2015 | Premios XRCO                   | Nominada  | Chica orgásmica del año                                | —                                       |
| 2015 | Premios XRCO                   | Nominada  | Artista femenina del año                               | —                                       |
| 2016 | Premios AVN                    | Nominada  | Premio fan: Culo más caliente                          | —                                       |
| 2016 | Premios AVN                    | Nominada  | Premio fan: Artista femenina favorita                  | —                                       |
| 2016 | Premios AVN                    | Nominada  | Mejor escena de trío H-M-H                             | Sexaholics                              |
| 2016 | Premios AVN                    | Nominada  | Mejor escena de sexo lésbico en grupo                  | Girls Kissing Girls 17                  |
| 2016 | Premios AVN                    | Nominada  | Artista femenina del año                               | —                                       |
| 2016 | Nightmoves                     | Nominada  | Mejor artista femenina                                 | —                                       |
| 2016 | Nightmoves                     | Nominada  | Mejor culo                                             | —                                       |
| 2016 | Nightmoves Fan Awards          | Nominada  | Mejor artista femenina                                 | —                                       |
| 2016 | Nightmoves Fan Awards          | Nominada  | Mejor culo                                             | —                                       |
| 2016 | Spank Bank Awards              | Nominada  | Most Comprehensive Utilization of All Orifices         | —                                       |
| 2016 | Spank Bank Awards              | Nominada  | Best All Around Porn Goddess                           | —                                       |
| 2016 | Spank Bank Awards              | Nominada  | Blonde Babe of the Year                                | —                                       |
| 2016 | Spank Bank Awards              | Nominada  | Bionic Butthole                                        | —                                       |
| 2016 | Spank Bank Awards              | Nominada  | Cocksucker of the Year                                 | —                                       |
| 2016 | Spank Bank Awards              | Ganadora  | PAWG of the Year                                       | —                                       |
| 2016 | Spank Bank Awards              | Nominada  | Dirty Little Slut of the Year                          | —                                       |
| 2016 | Spank Bank Awards              | Nominada  | Super Squirter of the Year                             | —                                       |
| 2016 | Spank Bank Awards              | Nominada  | America's Porn Sweetheart                              | —                                       |
| 2016 | Spank Bank Awards              | Nominada  | Next Level Star of the Year                            | —                                       |
| 2016 | Spank Bank Awards              | Nominada  | Two Hot Dogs in a Hallway                              | —                                       |
| 2016 | Spank Bank Awards              | Ganadora  | Life Sized Human Hand Puppet (Best Fistee)             | —                                       |
| 2016 | Spank Bank Technical Awards    | Ganadora  | Feature Dancer of the Year                             | —                                       |
| 2016 | Premios XBIZ                   | Nominada  | Mejor escena de sexo en película lésbica               | Big Booty Tryouts                       |
| 2016 | Premios XBIZ                   | Nominada  | Mejor escena de sexo en película de parejas o temática | Swinger 6                               |
| 2016 | Premios XBIZ                   | Nominada  | Artista femenina del año                               | —                                       |
| 2016 | Premios XRCO                   | Ganadora  | Chica orgásmica del año                                | —                                       |
| 2016 | Premios XRCO                   | Nominada  | Artista femenina del año                               | —                                       |
| 2017 | Premios AVN                    | Nominada  | Mejor escena de sexo lésbico en grupo                  | AJ's Angels                             |
| 2017 | Premios AVN                    | Nominada  | Artista femenina del año                               | —                                       |
| 2017 | Premios AVN                    | Nominada  | Mejor actuación solo/tease                             | Anikka vs Kelsi                         |
| 2017 | Premios AVN                    | Nominada  | Mejor escena de doble penetración                      | The Booty Queen 2                       |
| 2017 | Premios AVN                    | Nominada  | Mejor escena de sexo en grupo                          | The Sins Life                           |
| 2017 | Premios AVN                    | Nominada  | Mejor escena de trío M-H-M                             | The Booty Queen 2                       |
| 2017 | Premios AVN                    | Nominada  | Premio fan: Artista femenina favorita                  | —                                       |
| 2017 | Premios AVN                    | Nominada  | Premio fan: Culo más épico                             | —                                       |
| 2017 | Spank Bank Awards              | Nominada  | Sexiest Woman Alive                                    | —                                       |
| 2017 | Spank Bank Awards              | Nominada  | Supreme Majesty of the Stripper Pole                   | —                                       |
| 2017 | Spank Bank Awards              | Nominada  | The Dirtiest Player in the Game                        | —                                       |
| 2017 | Spank Bank Awards              | Nominada  | The Total Package                                      | —                                       |
| 2017 | Spank Bank Awards              | Nominada  | Smooth As Silk                                         | —                                       |
| 2017 | Spank Bank Awards              | Ganadora  | Super Squirter of the Year                             | —                                       |
| 2017 | Spank Bank Awards              | Nominada  | Most Spanked To Girl of the Year                       | —                                       |
| 2017 | Spank Bank Awards              | Nominada  | My (Wet) Dream Girl                                    | —                                       |
| 2017 | Spank Bank Awards              | Nominada  | PAWG of the Year                                       | —                                       |
| 2017 | Spank Bank Awards              | Nominada  | Blonde Babe of the Year                                | —                                       |
| 2017 | Spank Bank Awards              | Nominada  | Most Comprehensive Utilization of All Orifices         | —                                       |
| 2017 | Spank Bank Awards              | Nominada  | Gangbanged Girl of the Year                            | —                                       |
| 2017 | Spank Bank Awards              | Nominada  | Hardest Working Ho in Ho Biz                           | —                                       |
| 2017 | Spank Bank Awards              | Ganadora  | America's Porn Sweetheart                              | —                                       |
| 2017 | Spank Bank Awards              | Nominada  | ATM Machine                                            | —                                       |
| 2017 | Spank Bank Awards              | Nominada  | BBC Slut of the Year                                   | —                                       |
| 2017 | Spank Bank Awards              | Nominada  | Best All Around Porn Goddess                           | —                                       |
| 2017 | Spank Bank Awards              | Nominada  | Dirty Little Slut of the Year                          | —                                       |
| 2017 | Spank Bank Awards              | Nominada  | DP Dynamo of the Year                                  | —                                       |
| 2017 | Spank Bank Awards Technical    | Ganadora  | Most Likely To Masturbate While On A Treadmill         | —                                       |
| 2017 | Spank Bank Awards Technical    | Ganadora  | Reigning Queen of Booty                                | —                                       |
| 2017 | Premios XBIZ                   | Nominada  | Artista femenina del año                               | —                                       |
| 2017 | Premios XBIZ                   | Nominada  | Mejor actriz de reparto                                | Babysitting the Baumgartners            |
| 2017 | Premios XBIZ                   | Nominada  | Mejor escena de sexo en película lésbica               | Lefty                                   |
| 2017 | Premios XBIZ                   | Nominada  | Mejor escena de sexo en película lésbica               | Telepathy: A Mantis Origin Story        |
| 2017 | Premios XBIZ                   | Nominada  | Mejor escena de sexo en película vignette              | Fragment of Love                        |
| 2017 | Premios XBIZ                   | Nominada  | Mejor escena de sexo en película de todo sexo          | Race Relations 9                        |
| 2017 | Premios XRCO                   | Nominada  | Orgasmic Analist                                       | —                                       |
| 2017 | Premios XRCO                   | Nominada  | Artista femenina del año                               | —                                       |
| 2018 | Premios AVN                    | Nominada  | Mejor actriz de reparto                                | Adventures With the Baumgartners        |
| 2018 | Premios AVN                    | Nominada  | Mejor escena de sexo lésbico en grupo                  | The Faces of Alice                      |
| 2018 | Premios AVN                    | Nominada  | Mejor actuación solo / tease                           | The Brother Load 9                      |
| 2018 | Premios AVN                    | Nominada  | Premio fan: Culo más épico                             | —                                       |
| 2018 | Inked Awards                   | Nominada  | Mejor escena lésbica                                   | Fetish Fanatic 23                       |
| 2018 | Premios XBIZ                   | Nominada  | Artista femenina del año                               | —                                       |
| 2018 | Premios XBIZ                   | Nominada  | Mejor actriz en película de sexo en pareja             | Adventures With the Baumgartners        |
| 2018 | Premios XBIZ                   | Nominada  | Mejor escena de sexo en realidad virtual               | The Girlfriend Experience               |
| 2019 | Premios XBIZ                   | Nominada  | Mejor escena de sexo en realidad virtual               | Tight End Receiver                      |
| 2020 | Premios AVN                    | Nominada  | Mejor escena de sexo chico/chica                       | No Going Back                           |
| 2020 | Premios AVN                    | Nominada  | Mejor escena de sexo en realidad virtual               | The Gym: A Virtual Reality Anal Workout |